# Dola (Departement)
Dola ist ein Departement in der Provinz Ngounié in Gabun und liegt im Süden des Landes. Das Departement hatte 2013 etwa 7000 Einwohner.

## Gliederung
- Ndendé